# 9515 Dubner
9515 Dubner eller 1975 RA2 är en asteroid i huvudbältet som upptäcktes den 5 september 1975 av den argentinska astronomn Mario R. Cesco vid El Leoncito-observatoriet. Den är uppkallad efter den argentinska astrofysikern Gloria Dubner.
Asteroiden har en diameter på ungefär 12 kilometer.